# 율곡인권상
율곡인권상은 율곡문화원이 율곡선생 탄생 471주년과 서울지방변호사회 창립 1백주년을 맞아 제정된 인권상이다. 율곡문화원이 주최하고 유한림문화원과 서울지방변호사회가 후원하여 인권을 신장하는데 노력해온 사람들에게 주는 상이다.

## 역대 수상자
- 2007년 청렴결백하고 공명정대하게 직무를 수행하여 야당 대표최고위원으로서 국민통합과 민주헌정질서의 수호 및 평화적 정권교체의 전통 확립에 심혈을 경주하여 온 것에 대하여 율곡 선생의 양시양비론의 탕평책과 실학사상 및 인권사상을 실천해 온 노력을 인정받은 강재섭 한나라당 대표최고위원[1]
- 2015년 법률문화상: 이강국, 송상현, 이석선, 강해룡 법률신문 편집인, 김영무 김앤장 법률사무소 설립자, 유창종, 김영란[2]
- 2015년 인권상: 강신영 전 광주지방변호사회장
- 2015년 신사임당상: 나경원